# 서울대학교 민주조선 대자보 사건
서울대학교 민주조선 대자보 사건은 1986년 10월 10일, 조선민주주의인민공화국의 신문인 민주조선의 보도를 인용한 내용이 있는 대자보가 서울대학교 인문회관 벽보에 게재된 것이 발견되어 내무부 치안본부가 황인욱 등 관련자 9명을 검거해 국가보안법 위반으로 구속한 사건이다.

## 사건의 전개
1986년 10월 10일, 내무부 치안본부는 서울대학교 인문회관 벽에 민주조선과 평양방송의 10월 5일자 보도전문(조선민주주의인민공화국의 평화공세 주장, 날조된 모략, 선동귀의 전문 등)을 담은 모조전지 벽보1장을 발견해 즉각 수거했다. 이와 관련해 11일 치안본부는 이 같은 북괴의 방송보도와 인쇄물내용이 대학가에 침두한 경위와 불법벽보를 붙인 범인을 수사중이라고 밝히면서, 지금까지 좌경운동권이 발행한 지하불온유인물과 학원가의 벽보 가운데 북괴의 주장을 인용, 각색해 사용한 경우는 있었으나 전문을 그대로 벽보에 옮겨쓴 충격적인 사건은 처음이라면서 범인을 조속히 검거해 국가보안법에 따라 처벌할 것이라고 밝혔다.
10월 16일 밤, 이 사건의 보도1 대자보와 14일에 제작한 보도2, 보도3 대자보와 관련하여 자민투의 상부지하조직인 서울대구국학생연맹의 조직부 제1지역장 서진석 등 3명이 국가보안법 위반으로 검거되어 19일 구속되었다. 21일 이건희 등 4명이 검거되었다. 30일에 서울대구국학생연맹 중앙위원회 조직부장 서울대학교 서양사학과 학생 황인욱이 검거되었는데, 황인욱은 평양방송의 민주조선 보도내용을 녹음해 그대로 옮겨적어 인문회관 게시판에 게시했으며, 소련 타스의 보도를 인용, 각색, 작성 후 인문회관 게시판에 게시했다. 황인욱은 사북사건의 주도자인 황인오의 친동생으로 알려졌다.

## 같이 보기
- 민주조선